# ノリス・コール
ノリス・ジーン・コール2世（Norris Gene Cole II、1988年10月13日 - ）は、アメリカ合衆国オハイオ州デイトン出身のバスケットボール選手。ポジションはポイントガード。身長188cm、体重79kg。

## 来歴
オハイオ州のダンバー高校でバスケットボール部とフットボール部に所属。地元のクリーブランド州立大学に進学した後、バスケットボールに専念した。4年生時のシーズンに平均21.3点を記録してNBAスカウトから注目されるようになり、2011年のNBAドラフトでは1巡目28位でシカゴ・ブルズに指名されたが、ドラフト会議開催日に交渉権がミネソタ・ティンバーウルブズを経てマイアミ・ヒートに移るという慌ただしい日を送った。
ヒート入団後は主にマリオ・チャルマーズの控えとして活躍し、2012年と2013年の2連覇に貢献した。
2015年2月19日のNBA内で行われた大型駆け込みトレードで、ニューオーリンズ・ペリカンズに移籍した。シーズン終了後はFAとなったが、2015年9月には再契約を結んだ。
2016年オフ、NBAのチームから新オファーを得ることが出来なかったコールは、10月4日にCBAの山東ライオンズと契約 するも、11月末にNBA復帰を目指す為に退団。2017年2月28日にオクラホマシティ・サンダーとシーズン終了までの契約を結んだ。
2017年8月14日、マッカビ・テルアビブBCと契約した。2017-2018シーズンのユーロリーグでは、28試合に出場し、1試合平均12.6得点、2.5リバウンド、3.8アシスト、1.1スティールという成績を残した。
2018年8月7日、アヴェッリーノ(英語版)との契約が発表された。リーグ戦のレガ・バスケット・セリエAとバスケットボールチャンピオンズリーグで合わせて19試合に出場し、1試合平均16.3得点、3.4リバウンド、6.2アシストという成績を残すも、チームの財政難の影響で12月21日に退団が発表された。
2018年12月21日、ブドゥチノスト(英語版)との契約が発表された。ユーロリーグでは15試合に出場し、1試合平均26.6分で、16.6得点、2.7リバウンド4.6アシストという成績を残した。
2019年11月11日、LNBプロAとユーロカップに所属するモナコ(英語版)との1年契約が発表された。
2020年6月3日、LNBプロAとユーロリーグに所属するアスヴェル・バスケットとの契約が発表された。ユーロリーグでは30試合に出場し、1試合平均25.8分の出場で、13.7得点、3.6アシストという成績を残した。
2021年8月19日、リーガACBとバスケットボール・チャンピオンズリーグに所属するCBマラガとの契約が発表された。

## その他
- 元NBA選手のデカン・クックは高校時代の同級生で、クックがオクラホマシティ・サンダーに所属していた2011-12シーズンに、NBAファイナルで対決している[15]。
- マイアミ・ヒート時代は、同じオハイオ州出身のレブロン・ジェームズがいたこともあり､「もう一人のオハイオ出身の選手」と紹介されていた。
- プロ入りから髪型は一貫してGIカットである。
- アスヴェル・バスケットへの加入に際して、チームのオーナーであるトニー・パーカーからは、「彼の実力は、ＮＢＡやユーロリーグ、そしてジープ・エリート（フランスの国内リーグであるLNBプロA）でも証明済みだ。彼はあらゆる状況に対応できる術を知った選手で、我々のオフェンスを牽引するリーダーとなってくれることだろう」と絶賛するコメントを残している[16]。